# Naegleria fowleri
Naegleria fowleri és una espècie de protozou excavat del fílum Percolozoa. Es tracta d'un ameboide de vida lliure que menja bactèries i que pot ser patògena, causant una infecció cerebral fulminant (sobtada i severa) anomenada naegleriasi, també coneguda com a meningoencefalitis amèbica primària (primary amoebic meningoencephalitis, PAM), per la qual cosa se la coneix col·loquialment com «ameba menjacervells».
Aquest microorganisme sol trobar-se en cossos d'aigua dolça calenta, com ara estanys, llacs, rius i aigües termals. També es troba al sòl, prop d'abocaments d'aigües termals de plantes industrials, i en piscines no clorades o minimament clorades.
Es pot trobar en forma de trofozoït (actiu) o quist (vegetatiu). El trofozoït pot canviar de la forma ameboide a una temporalment flagel·lada a uns 25-34 °C.

## Morfologia
Naegleria fowleri és un protozous ameboflagel·lat. En el seu cicle de vida es poden observar tres etapes: trofozoït, flagel·lat i quist.

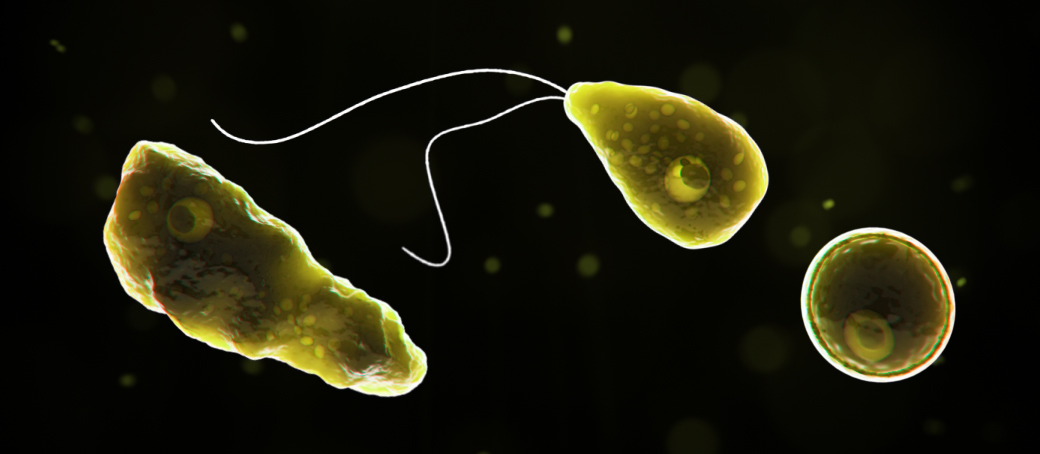
Etapes: trofozoït, flagel·lat i quist

En la seva primera etapa, la de trofozoït o ameboide, el seu aspecte és cilíndric, irregular i allargat, amb un dels seus extrems ample i l'altre rom; en la porció anterior forma una àrea contràctil (pseudòpode) que comprimeix el seu citoplasma promovent la locomoció. El seu nucli conté un endosoma central gran i en el citoplasma s'observen abundants grànuls. Mesura de 10 a 20 μm, i és la fase en què pot reproduir-se per fissió binària, especialment a temperatures càlides (al voltant de 43 °C).
Quan Naegleria fowleri és diluïda naturalment per acció d'aigua de pluja, o en laboratori amb una solució baixa en ions (aigua destil·lada), ràpidament es transforma en la seva segona etapa, la de flagel·lat. La seva morfologia és piriforme amb dos flagels llargs en la porció més ampla, amb què es mou formant cercles. La forma trofozoït de Naegleria fowleri ha d'haver creat centríols, que serviran com a cossos basals d'aquests flagels. No es reprodueix i pot romandre en aquest estat durant un màxim de dos dies, després dels quals perd els seus flagels i torna a la seva forma ameboide. Algunes espècies de Naegleria fowleri mai desenvolupen la forma flagel·lada.
Quan l'ambient és desfavorable, el trofozoït pot transformar-se en el tercer estat, un quist esfèric de 15 a 35 μm de diàmetre que presenta una doble paret amb dos o tres porus, de manera que pot resistir l'ambient hostil. Té un gran nuclèol envoltat d'una espècie d'halo, sense cromatina visible (a diferència del trofozoït, que sí que la té), i el citoplasma presenta granulacions irregulars en grandària.

## Cicle de vida
Naegleria fowleri és un ameboide de vida lliure termòfil (amant de calor). Es troba en aigües termals càlides i calentes, llacs i rius, i en l'aigua molt càlida de les fonts termals. A mesura que augmenta la temperatura de l'aigua, els seus nombres augmenten. L'ameba va ser identificada a la dècada del 1960 a Austràlia, però sembla haver evolucionat als Estats Units.
Naegleria fowleri es presenta en tres formes: com un quist, un trofozoït (ameboide) i un biflagel·lat (té dos flagels). No forma un quist en el teixit humà, on només existeix l'etapa de trofozoïdal ameboide. La forma flagel·lada pot existir en el líquid cefalorraquidi.

### Etapa de quist
La forma de quist és esfèrica i d'uns 7-15 μm de diàmetre. Són llisos i tenen una sola capa de doble paret amb un únic nucli. Els quists són naturalment resistents als factors ambientals, per tal d'augmentar les possibilitats de supervivència fins que es donen millors condicions. Els trofozoïts s'enquisten a causa de condicions desfavorables. Els factors que indueixen la formació de quists inclouen la manca d'aliments, l'amuntegament, la dessecació, l'acumulació de productes de residus i les temperatures fredes. Quan les condicions milloren, l'ameba pot escapar a través del porus, o ostiol, que es veu al mig del quist. S'ha vist que Naegleria fowleri s'ha enquistat a temperatures inferiors a 10 °C.

### Etapa de trofozoït
El trofozoït és l'etapa d'alimentació, divisió i infecció per als éssers humans. El trofozoït s'uneix a l'epiteli olfactiu, on segueix l'axó cel·lular olfactiu a través de la placa cribriforma (a la cavitat nasal) cap al cervell. Aquesta etapa reproductiva de l'organisme protozoari, que es transforma prop de 25 °C i creix més ràpid al voltant dels 42 °C, prolifera per fissió binària. Els trofozoïts es caracteritzen per un nucli i un halo circumdant. Viatgen per pseudopodia, el que significa que s'estenen parts de la membrana cel·lular del seu cos (els pseudòpodes) i després els omplen de plasma per forçar la locomoció. Els pseudòpodes es formen en diferents punts al llarg de la cèl·lula, permetent així que el trofozoït canviï de direcció. En el seu estat de vida lliure, els trofozoïts s'alimenten de bacteris. Dins dels els teixits, fagociten glòbuls vermells i glòbuls blancs, destruint teixits.

### Etapa de flagel·lat
El flagel·lat te forma de pera i és biflagel·lat (té dos flagels). Aquesta etapa es pot inhalar per la cavitat nasal durant la natació o el busseig. Aquesta forma biflagel·lada es produeix quan els trofozoïts estan exposats a un canvi de concentració iònica, com l'afegiment d'aigua destil·lada. La forma flagel·lada no existeix en el teixit humà, però pot existir en el líquid cefalorraquidi. Una vegada dins de la cavitat nasal, la forma flagel·lada es transforma en un trofozoït. La transformació del flagel·lat al trofozoït es produeix en poques hores.

### Ecologia
Naegleria fowleri són ameboflagel·lats que habiten el sòl i l'aigua. Naegleria fowleri és més sensible a l'assecat i el pH (nivells d'àcid) que altres ameboflagel·lats. No pot sobreviure en aigua de mar. Aquesta ameba és capaç de créixer millor a temperatures moderadament elevades, fent més probables els mesos d'estiu. Naegleria fowleri és termotolerant i capaç de sobreviure a 46 °C. L'aigua calenta i fresca amb un subministrament suficient d'aliments bacterians proporciona un hàbitat per a les amebes. Els cossos artificials d'aigua, els hàbitats naturals pertorbats o les zones amb sòl i l'aigua no clorada o sense filtrar són llocs on s'han produït moltes infeccions amèbiques.
Naegleria fowleri sembla prosperar durant períodes de pertorbacions; la hipòtesi «flagel·lat buit» explica que l'èxit de Naegleria fowleri pot ser degut a la disminució de la competència d'una població empobrida de la fauna protozoal normal i termosensible. En altres paraules, Naegleria fowleri prosperarà en absència d'altres depredadors consumint el seu subministrament d'aliments. Aquesta hipòtesi suggereix que els disturbis humans, com la contaminació tèrmica, augmenten l'abundància de Naegleria fowleri eliminant els competidors dels seus recursos. Els ameboflagel·lats tenen una etapa motil flagel·lada dissenyada per a la dispersió, que és avantatjosa quan s'ha eliminat un medi ambient d'organismes competidors.

## Epidemiologia
Naegleria fowleri té una distribució universal. S'han descrit en el medi ambient, proliferant en aigües fresques, terres, clavegueram, fang d'aigües residuals, aigües de piscines, sorra, frotis faringis i nasals. També s'han aïllat de l'aire contaminat amb pols. Aquesta espècie és termòfila i tolera temperatures de 40-45 °C, a diferència d'altres espècies no patògenes.
Fins a l'any 1998 s'havien descrit més de 344 casos, dels quals 86 procedeixen dels Estats Units. S'ha trobat a Nova Zelanda, Nova Guinea, Austràlia, Bèlgica i l'Índia.
A Llatinoamèrica s'han registrat casos al Brasil, Colòmbia, Veneçuela, el Perú, Xile; a l'Argentina al febrer de 2018, es va detectar el cas mortal d'un nen. niño A Mèxic s'han assenyalat diversos casos de menigoencefalitis amèbica primària (MAP); en aquest país es va confirmar el 1990 el primer brot de MAP en el qual es va aïllar Naegleria fowleri dels pacients.

## Mecanisme de transmissió
El protozou es transmet a les persones que es banyen en aigües contaminades: llacs, piscines, embassaments, corrents termals, deus. En alguns casos, l'ameba pot penetrar a través de la làmina cribrosa de l'etmoide i arribar al cervell i les meninges, causant greus quadres de necrosi i inflamació. Observacions experimentals indueixen a pensar que la infecció per Naegleria fowleri es contreu per penetració dels microorganismes a través del nas o mitjançant el neuroepitel·li olfactori. Naegleria fowleri s'ha mostrat resistent a l'aigua poc clorada; d'allí el risc d'infecció en les piscines.

### Meningoencefalitis amèbica primària
La meningoencefalitis amèbica primària és una malaltia aguda i ràpidament mortal que es produeix en nens o adults joves prèviament sans que refereixen l'antecedent epidemiològic d'haver nedat o bussejat en piscines climatitzades o llacs artificials poc temps abans, si bé s'han descrit alguns casos de meningoencefalitis amèbica sense aquest antecedent.
Naegleria fowleri penetra per la cavitat nasal, per inhalació de pols o aspiració d'aigua o aerosols que contenen trofozoïts o quists. La lesió primària es produeix en el neuroepitel·li olfactori, les cèl·lules fagociten la Naegleria fowleri, que d'aquesta manera penetra a través dels nervis olfactoris cap al cervell. El període d'incubació oscil·la entre un dia i dues setmanes.
L'inici dels símptomes és brusc i la malaltia és fatal. Els símptomes principals són cefalea, febre (que sol ser superior als 40 °C), obstrucció nasal, nàusees i vòmits en escopetada. El quadre progressa ràpidament a coma. Hi pot haver símptomes propis d'encefalitis (deliri, agitació, desorientació, estupor, paràlisi, midriasi, crisi d'apnea, parosmia, ageusia, hipotèrmia). La mort es produeix a la setmana de l'inici dels símptomes per aturada cardiorespiratòria i edema pulmonar.

### Profilaxi
Naegleria fowleri és sensible al clor a concentracions superiors de 0,5 - 1 mg / L.
L'ús individual de màscares de busseig que protegeixen la cavitat nasal és suficient per evitar qualsevol contaminació.

## Patogènia
Naegleria fowleri pot causar una infecció als humans, freqüentment letal del cervell, anomenada meningoencefalitis amèbica primària (MAP) (també coneguda com a naegleriasi, encefalitis/ meningitis amèbica, o simplement infecció per Naegleria).

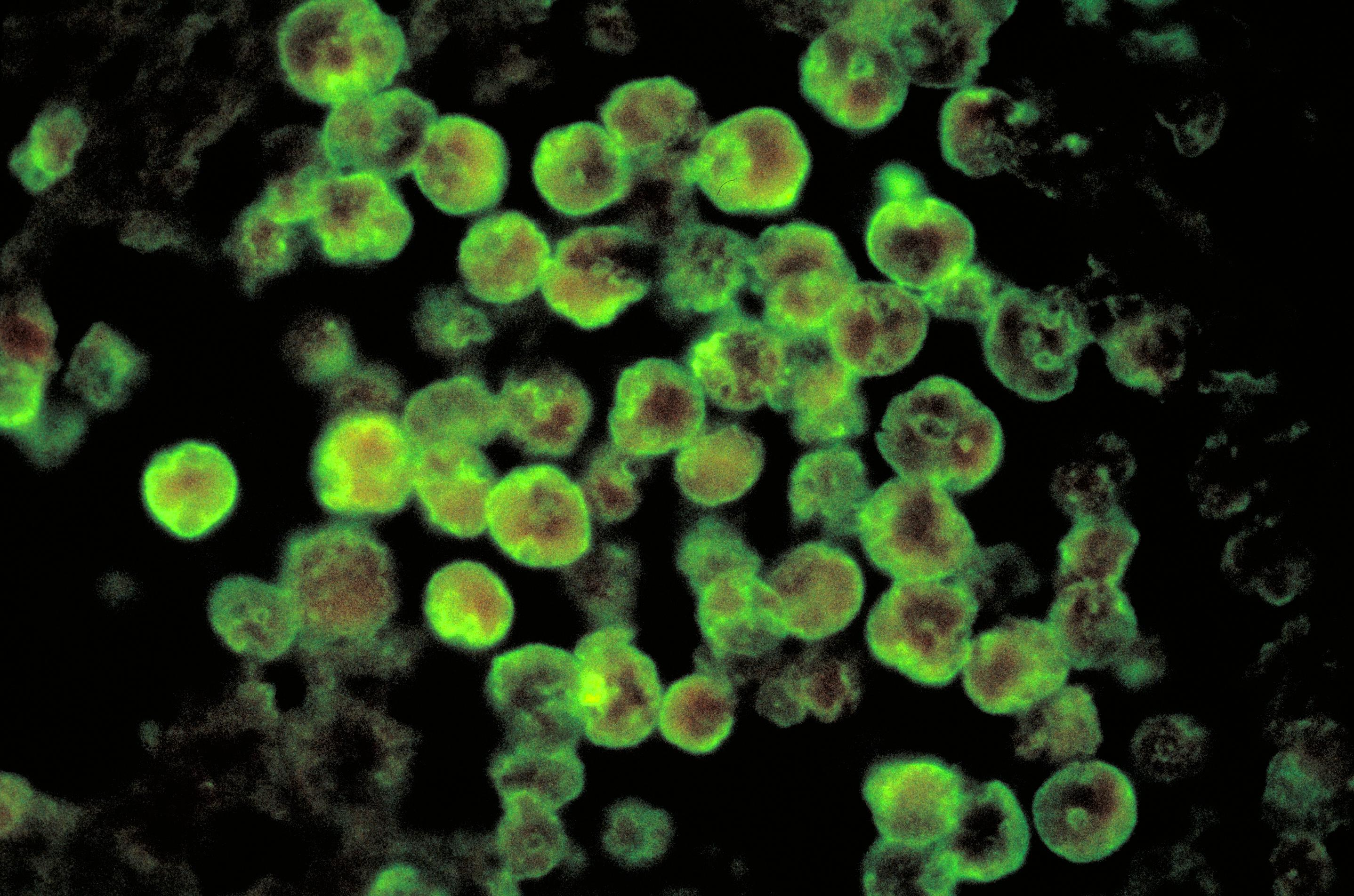
Histopatologia de la meningoencefalitis amèbica

El paràsit primer entra per la mucosa nasal, on es reprodueix abundantment en forma de trofozoïts, i mitjançant l'acció d'enzims i productes citotòxics, origina congestió nasal, febre, focus hemorràgics i necrosi. Envaeix la mucosa olfactòria, el plexe i el nervi olfactoris, travessa la làmina cribrosa de l'os etmoide i arriba a l'espai subaracnoidal. Naegleria fowleri normalment menja bacteris, però durant les infeccions humanes, els trofozoïts consumeixen astròcits i neurones. La raó per la qual Naegleria fowleri prefereix passar a través de la placa cribrosa és desconeguda, però s'ha suggerit que el neurotransmissor acetilcolina actués com un estímul, ja que s'ha demostrat que un homòleg estructural present en animals, el CHRM1, està present en Naegleria i Acanthamoeba.
Pot després anar-se situant en el sistema nerviós central (cervell, meninges) produint necrosi dels bulbs olfactoris.
Es necessiten entre 1 i 9 dies (5 dies de mitjana) perquè els símptomes apareguin després de l'exposició nasal als flagel·lats Naegleria fowleri. Els símptomes poden incloure mal de cap, nàusees, vòmits, alteracions sensorials, fotofòbia, símptomes d'irritació meníngia i coma. Els símptomes posteriors poden incloure el coll dur, confusió, falta d'atenció, pèrdua d'equilibri, convulsions i al·lucinacions, i segueix evolucionant fins a causar la mort per aturada cardíaca després d'entre 72 hores i dues setmanes després de l'aparició dels símptomes.
Una persona infectada amb Naegleria fowleri no pot estendre la infecció a una altra persona.
Tot i que els casos de meningoencefalitis amèbica es presenten en nens i joves aparentment sans, es contempla la idea que hi ha factors tant de resistència com de susceptibilitat a la infecció per amebes de vida lliure; però, aquest aspecte no està ben estudiat.

## Diagnòstic
Fins ara, el diagnòstic més habitual s'obté post mortem. Les seccions de mostra de la necròpsia mostren amebes en els espais perivasculars de l'escorça cerebral.
Per al diagnòstic o valoració post mortem, s'ha de recórrer a un examen del líquid cefalorraquidi amb tècniques immunològiques o tincions de Giemsa o Wright, observant el citoplasma dels trofozoïts de color blau i el nucli, de color rosa. El líquid cefalorraquidi es mostra tèrbol (purulent), sense bacteris, i amb nivells de glucosa alts, a més de proteinorràuia baixa, el que indica la possibilitat d'una virosi o parasitosi.
L'examen del líquid cefalorraquidi revela amebes vegetatives:
- en l'examen directe, en un recinte escalfable, per microscòpia en fons negre o de contrast de fases (amebes mòbils),
- en l'exposició fixa i tenyit amb hematoxilina fèrrica,
- després de cultivar-se en mitjans especialitzats.

També es poden realitzar proves immunològiques sobre sèrum sanguini.
Naegleria fowleri pot créixer en diversos medis líquids axènics o plaques amb pocs nutrients amb bacteris. Es pren una mostra de les aigües contaminades, se sotmet a centrifugació i es conrea amb Escherichia coli en agar-agar. Després de diversos dies ja es poden detectar quists de Naegleria fowleri, la determinació final pot fer-se amb diversos mètodes moleculars o bioquímics.
Com el tractament precoç és fonamental per maximitzar les possibilitats de supervivència, també se sol recórrer al diagnòstic etiològic, mitjançant la recerca al microscopi de l'ameba en el líquid cefalorraquidi i la seva posterior identificació, ja que difereix bastant de l'altra ameba paràsita que podem trobar en el líquid cefalorraquidi (del gènere Acanthamoeba), tant en clínica com a microscopi. Les infeccions per Naegleria fowleri segueixen un curs fulminant mentre que les Acanthamoeba són de curs lent i posseeixen menys capacitat infectiva, limitant-se la major part de casos a la població immunodeprimida.

### Caractarístiques bioquímiques
Per a la identificació de Naegleria fowleri, hi ha un mètode més fiable que la «prova de flagel·lació». Aquesta és la «prova de patogenicitat amb ratolí». No obstant això, altres amebes són patògenes per als ratolins i poden causar interferències com Naegleria australiensis.
S'utilitza un perfil d'isoenzim específic per a la seva identificació per tècniques d'electroforesi i isoelectroenfocament per determinar la presència de lactat deshidrogenasa (LDH), superòxid dismutasa, fosfatasa àcida, malat deshidrogenasa, leucil-aminopeptidasa (LAP) i L-treonina deshidrogenasa.
S'utilitzen també tècniques immunològiques (especialment immunofluorescència indirecta), serogrups amb anticossos monoclonals anti-Naegleria. Es poden realitzar mètodes de seqüenciació d'ADN amèbic.
Tots dos mètodes es consideren fiables per a la identificació de Naegleria fowleri.

## Tractament
No es coneix un tractament eficaç, ja que quan hi ha lesions cerebrals el pronòstic és dolent, amb una mortalitat propera al 100%. L'índex de supervivència ronda el 2%. Segons dades del Centre per al Control i Prevenció de Malalties dels Estats Units, només ha sobreviscut una persona de les 128 infectades per aquest organisme al país entre 1962 i 2012.
El tractament antimicrobià bàsic està format antibiòtics com l'amfotericina B per via endovenosa i intratecal, juntament amb miconazol per via endovenosa i intratecal, i rifampicina oral o endovenosa. Una altra possibilitat és l'associació entre amfotericina B, rifampicina i doxiciclina, però la taxa de mortalitat fins i tot amb aquest tractament és superior al 95%.

## Estudis realitzats
Actualment es busquen nous tractaments. El Departament de Microbiologia a la Universitat de Medicina d'Ohio, Estats Units, ha mostrat l'efectivitat de la miltefosina i la clorpromazina per combatre Naegleria fowleri, ja que actualment només es disposa de la amfotericina B com a tractament, malgrat la seva gran toxicitat i seus efectes adversos en els òrgans del pacient.

## Miscel·lània
- La Naegleria fowleri és coneguda com a «ameba assassina» o «ameba menjacervells».
- Apareix en l'episodi 21 de la segona temporada de Dr. House.
- És esmentada en un episodi de la primera temporada de The X-Files.
- És esmentada i es descriu un cas en el programa Dr. G Medical Examiner (Dra. G).
- Apareix en el capítol 6 de Paràsits assassins.
- Apareix en el capítol 13 de la primera temporada de The Resident.